# Tetranychus incestificus
Tetranychus incestificus är en spindeldjursart som beskrevs av Tseng 1990. Tetranychus incestificus ingår i släktet Tetranychus och familjen Tetranychidae. Inga underarter finns listade i Catalogue of Life.